# Дмитрий Григорьев Плеханов
Дми́трий Григо́рьев Плеха́нов (сын Григория Степанова Куретникова по прозвищу Плехан), также встречается как Дмитрий Григорьевич Плеханов (1642 — между 1698 и 1710) — русский художник, иконописец, создатель росписей ряда церквей во второй половине XVII века. Один из ярких мастеров периода формирования новой монументальной традиции стенописи.

## Биография
Родился в Переславле-Залесском. Потомственный иконописец. Известно, что в 22 года вместе с отцом участвует в монументальных росписях в Москве. В 40 лет выступает подрядчиком и организатором работ по стенописи. Выполнял крупные заказы, главным образом архиерейские. Биография иконописца мало изучена и содержит неточности, в том числе и потому, что в XVII веке работал ещё один мастер с таким же именем из Переславля-Залесского.

## Творчество

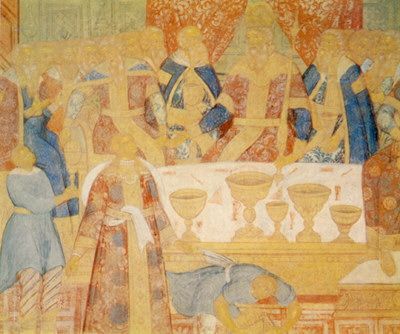
Пир Ирода. Роспись дьяконника Софийского собора в Вологде

Для Дмитрия Григорьева характерно разннобразие тематики росписей. Он является новатором в области тематики и иконографии. Впервые, в качестве подписей к сюжетам им были использованы вирши. Возможно, им впервые были воплощены циклы сюжетов на темы: Акафист Успению Богоматери, Страдания Апостолов, Песнь песней.
Для мастера характерно четкое разграничение сюжетных композиций и их соотношение с архитектоникой храма. Обнаружены характерные для Дмитрия Григорьева иконографические детали: сходные изображения грешников в костюмах разных народов в композиции «Страшного суда», оплетённые цветущими ветвями медальоны с полуфигурами святых, повторяющеися приёмы цветового решения, например чередование розовых и голубых фонов.

## Работы
Документально подтверждено участие Дмитрия Григорьева в росписях следующих храмов:
- Архангельский собор Московского Кремля (1666)
- Успенский собор в Ростове (1670—1671)
- Церковь Николы Мокрого в Ярославле (1673—1675)
- Церковь Спаса на Сенях в Ростове (1675)
- Успенский собор Троице-Сергиевой лавры (1684)
- Софийский собор в Вологде (1686—1688)
- Церковь Иоанна Предтечи в Толчкове в Ярославле (1694—1695)

Существует предположение об участии Дмитрия Григорьева в работах по росписи:
- Церковь Воскресения в Ростове (около 1670 года)
- Церковь Иоанна Богослова в Ростове (1683)
- Воскресенский собор в Тутаеве (1678)
- Церковь Дмитрия Солунского в Ярославле (1686)
- Троицкий собор Яковлевского монастыря в Ростове (1689)
- Церковь Богоявления в Ярославле (1692).